# Provincia del Reno
La provincia del Reno (in tedesco Rheinprovinz) fu una provincia del Regno di Prussia e dello Stato Libero di Prussia dal 1822 al 1946. Fu creata dalle province del Granducato del Basso Reno e di Jülich-Cleves-Berg. La capitale era Coblenza e nel 1939 la popolazione della provincia ammontava a 8 milioni di abitanti.
Nel 1920 la Saar fu separata dalla Provincia del Reno e amministrata dalla Società delle Nazioni fino a un plebiscito avvenuto nel 1935, a seguito del quale la regione fu restituita alla Germania. Allo stesso tempo, nel 1920, i distretti di Eupen e Malmedy furono trasferiti al Belgio.
Nel 1937 la cosiddetta "legge sulla Grande Amburgo" decretò la cessione del territorio di Birkenfeld, fino ad allora enclave di Oldenburg, alla Prussia, e la sua inclusione nella provincia del Reno con la denominazione di "circondario di Birkenfeld".
Nel 1946, per decreto dell'occupante britannico, i distretti governativi di Aquisgrana, Düsseldorf e Colonia vennero distaccati dalla Prussia e uniti al nuovo Land di Renania Settentrionale-Vestfalia. Il resto della provincia divenne parte della Renania-Palatinato.

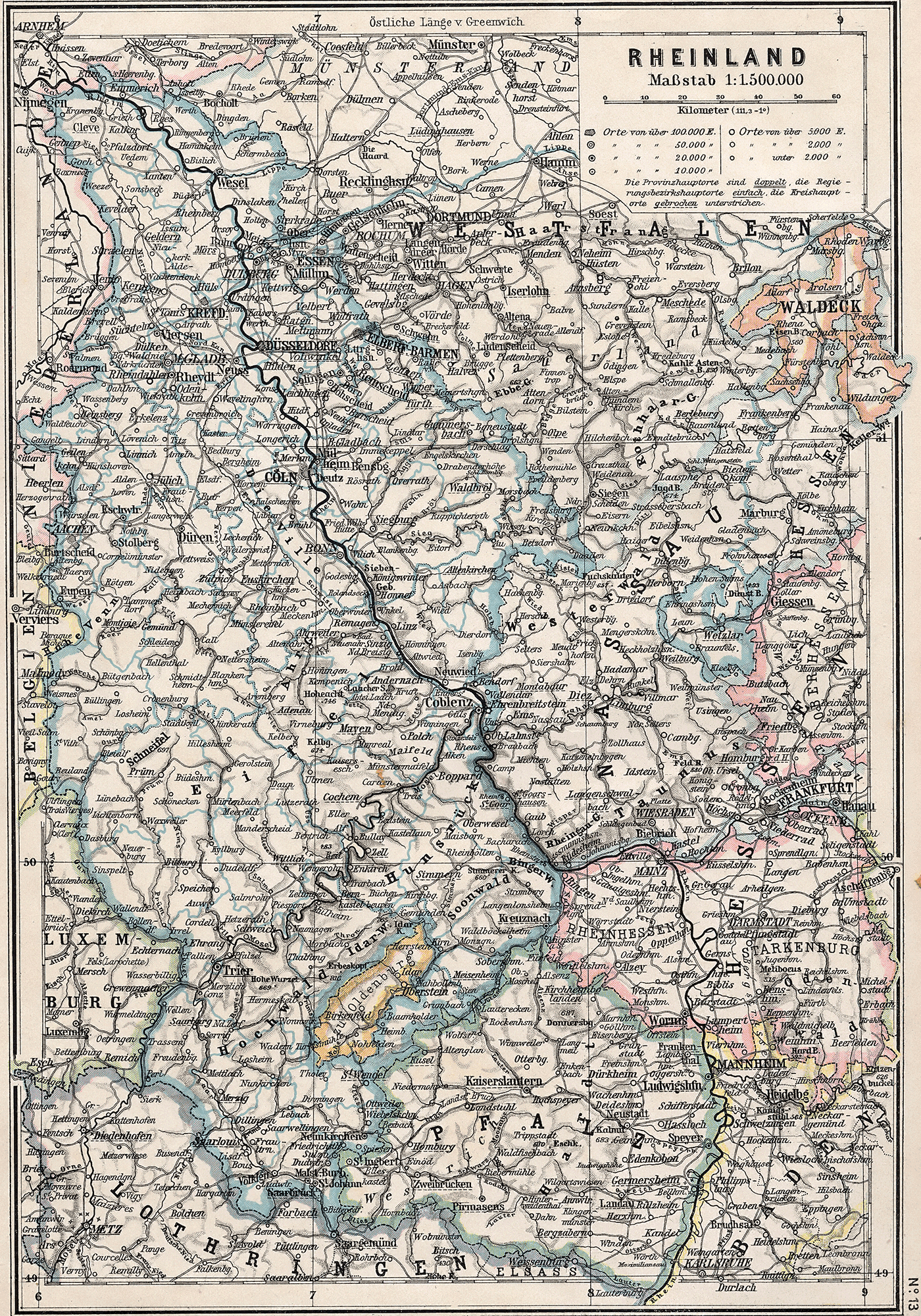
Provincia del Reno, 1905

## Governo
La provincia venne divisa in cinque distretti (Regierungsbezirke) a scopi amministrativi: Coblenza, Düsseldorf, Colonia, Aquisgrana e Treviri. Coblenza era la capitale ufficiale, nonostante fosse Colonia a detenere il primato di città più estesa e rilevante nell'ambito territoriale. Essendo una provincia di confine, la Renania fu fortemente presidiata e tre fortezze furono poste a guardia del Reno: la fortezza di Deutz (Colonia), quella di Ehrenbreitstein (Coblenza) e il presidio di Wesel. La provincia designò 35 membri al Reichstädt tedesco e 62 alla Camera dei rappresentanti prussiana.